# Itala

Itala (Італа) — з 1904 року італійський виробник автомобілів. Штаб-квартира розташована в місті Турин. У 1934 році компанія припинила виробництво автомобілів.

## Маттео Чейрано. Заснування компанії. Початок виробництва автомобілів
У 1901 році, після відходу з компанії FIAT, Джованні Батіста Чейрано засновує разом з братом Маттео нову фірму — Fratelli Ceirano & C. У листопаді 1903 року Маттео покинув фірму брата, щоб заснувати власну справу — Ceirano Matteo & C, його компаньйонами виступали кавальєри Анджело Моріонді і Джованні Каренці, коммендаторе Леоне Фубіні й інженер Гвідо Біджіо. На початку 1904 року фірма переїжджає в нові приміщення, заодно компаньйони перейменовують свою фірму в Ceirano Matteo & C. — Vetture Marca Itala. У цей час було представлено відразу три моделі: 18НР, 24НР і 50НР, які мали карданний привід, що було в новинку на той момент. Італійці активно використовували кардани на своїх машинах, адже автором кардана вважається їх земляк — Джероламо Кардано, що жив в 16 столітті. На 4,5 л 4-циліндровій моделі 24НР Маттео Чейрано вирушив на змагання Суса-Мон Сені, в яких він займає перше місце в класі легких автомобілів, а у вересні генуезький маркіз Джованні Батіста Раджіо приходить другим на кільці Брешії, а Гвідо Біджіо — першим в змаганнях за маршрутом Падуя-Боволента, це приваблює генуезьких інвесторів з групи GB Figari, які вкладають гроші у фірму, що тепер перейменовується в Itala Fabbrica Automobili SA. При цьому Баджіо, який до цього був інженером і випробувачем, стає керуючим директором фірми.

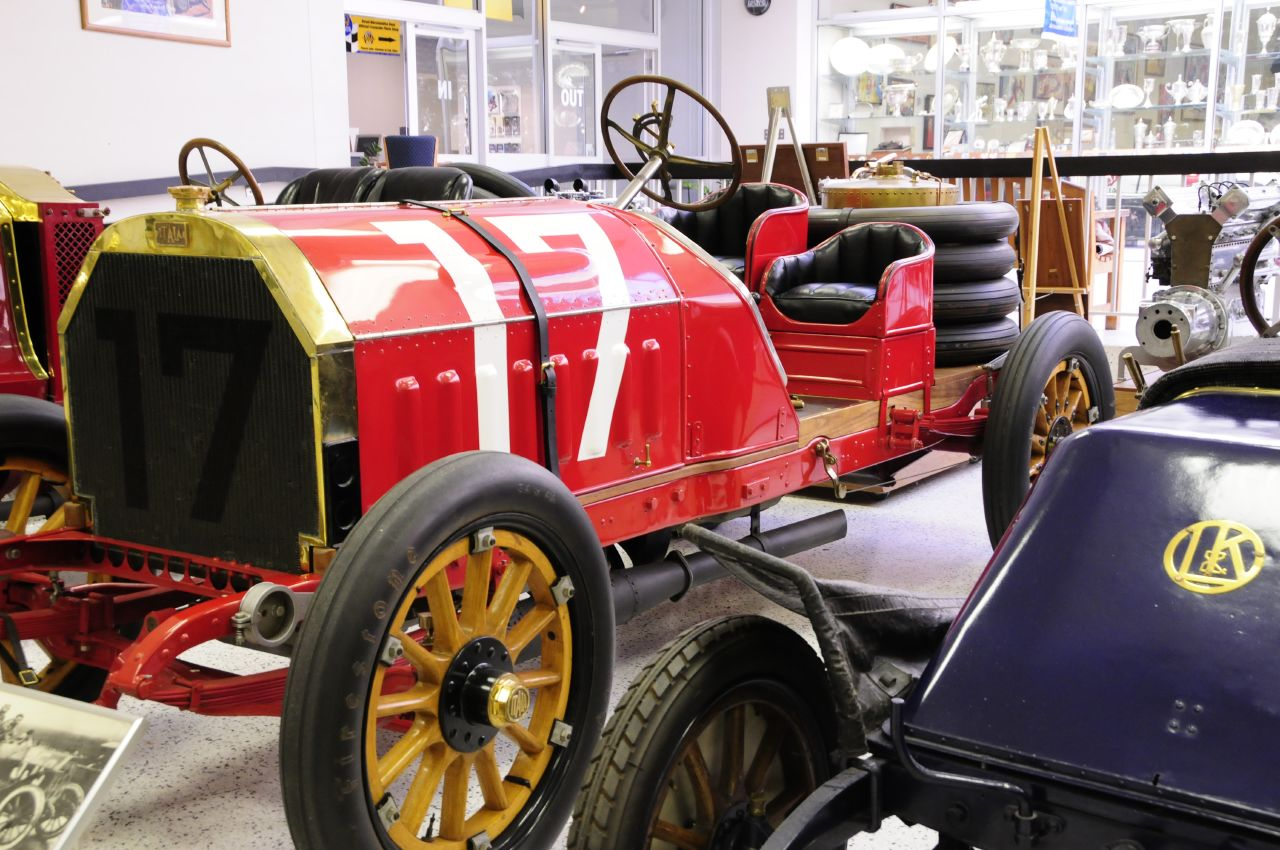
Itala 100HP

У 1905 на місце головного інженера в Itala приходить Альберто Боллоко, який відразу береться проєктувати гігантську 14,8-літрову гоночну машину для Гран-прі. Гігантський 4-циліндровий мотор розвивав 100 к.с., що дозволяло автомобілю з легкою рамою розвивати швидкість в 160 км/год. Ці машини виставили на перегони Coppa Florio, які знову проходили в Брешії.
Цього разу маркіз Раджіо зайняв перше місце, але Фабрі, що виступав на такій же машині, прийшов до фінішу всього-лише сьомим, а Чейрано йшов майже всю гонку третім, і зійшов з гонки на передостанньому колі, коли пошкодив колесо автомобіля. Після цієї гонки маркіз вирушив до Бельгії, де взяв участь Circuit des Ardennes, але там удача не посміхнулася італійцеві, першим до фінішу прийшов Емері на 80-сильному Darracq. Після змагань Маттео Чейнаро залишає фірму Itala, щоб заснувати нове підприємство — Ceirano-Ansaldi, з якого виросте Società Piemontese Automobili. Крім 100-сильної машини, не забули і про модель 24НР, Раджіо знову вирушив на ній на Суса-Мон Сені, на якій в черговий раз маркіз зміг продемонструвати свою майстерність і прийти першим.

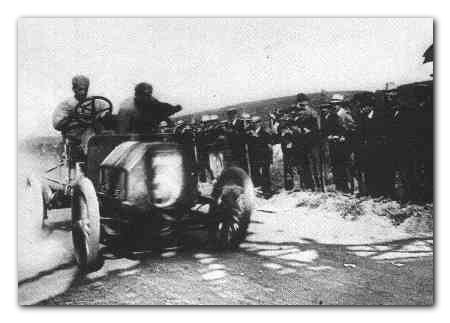
Itala 35/45НР на Тарга Флоріо

До 1906 гоночного сезону Боллоко будує новий гоночний автомобіль з мотором в 7,4 л — 35/45НР, в травні 1906 року проходили перші гонки Targa Florio, на яких було виставлено відразу п'ять екіпажів, що складалися з італійців Алессандро Каньо і Гріціані, британця Поупа, француза Віктора Ригала і бельгійця барона П'єра де Катера. Першим до фінішу прийшов Каньо, через 32 хвилини після нього другим до фінішу приїхав Гріціані, Ригал приходить до фінішу четвертим, а бельгієць — п'ятим, таким чином з 10 машин, які фінішували, чотири було марки Itala.
Організатором Тарга Флоріо був сицилійський винороб Вінченцо Флоріо, який спонсорував змагання Coppa Florio (Кубок Флоріо), які проходили в Брешії. Він вирішив організувати гонки на острові, звідки сам був родом, була підготовлена траса довжиною в 150 км, проте під час проходження першого кола цих змагань водії зазнали обстрілу з боку бандитів, гонку призупинили. Тоді Флоріо зв'язався з трьома найвпливовішими мафіозі острова, яких і призначив стюардами гонки, після чого гонщики вже без всяких проблем ззовні могли продовжити змагання.
Після гонок на Сицилії Каньо виграє Гран-прі на Coppa Florio, він вів 14,8-літрову машину, мотор якої розвивав вже 120 сил. Гонщик зміг завести машину тільки через вісім хвилин після того, як був даний старт, у машини відбулася відмова системи запалювання. Але Каньо наздогнав і обігнав інших учасників, які виступали на не менш потужних Darracq і Lorraine-Dietrich. На машинах марки Itala в цій же гонці виступали Фабрі та француз Анрі Фурьне, однак вони не змогли пробитися на п'єдестал пошани. У тому ж 1906 році FIAT підписує з ITALA договір з терміном на чотири роки, що вони будуть інформувати один одного про запуск у виробництво нових моделей, щоб не складати конкуренцію один одному, оскільки купівельна спроможність італійського ринку була дуже низька.
Всесвітню популярність марці допомагає знайти перемога у пробігу Пекін-Париж, влаштованому французькою газетою Le Matin: 10 червня 1907 року п'ять автомобілів вирушили з Пекіна до Парижа, ніяких правил не було, крім джентльменської угоди допомагати один одному в разі потреби.

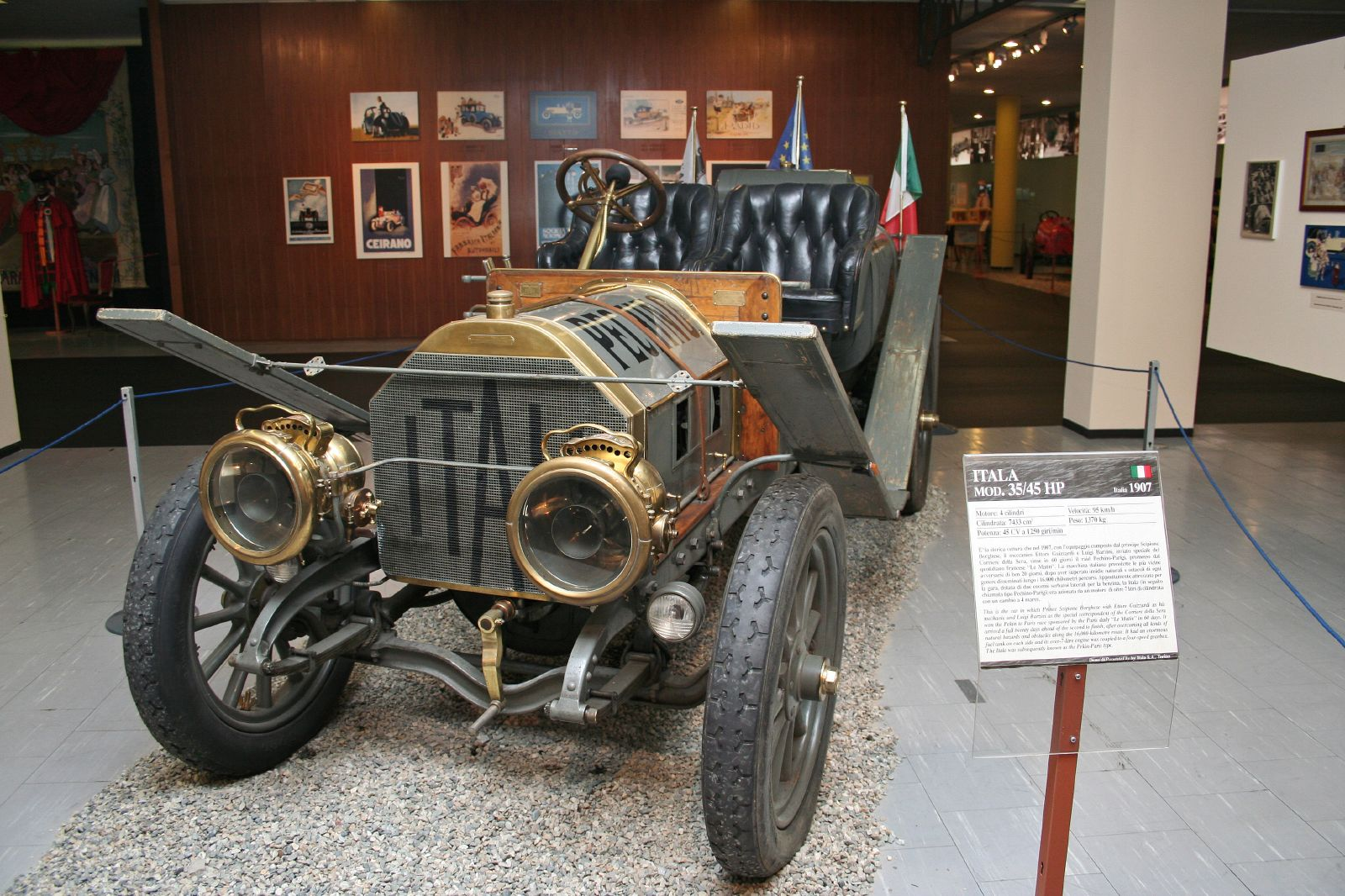
Itala 35/45HP, що брала участь у пробігу 1907 року по маршруту Пекін-Париж

У змаганні взяли участь: Itala 35/45HP, на якому їхали Принцип Сципіон Боргезе разом зі своїми напарниками — механіком Етторе Гвідзарді і журналістом Луїджі Барзіні Старшим, який працював на Corriere della Sera і Daily Telegraph; Spyker 18PK з Шарлем Годдаром за кермом; 2 De Dion 10CV, екіпажі яких склали Жорж Корм'є і Віктор Койнен; Contal 6CV, який був 3-колісним мотоциклом з місцем пасажира спереду, за кермом сидів Огюст Понс, на передньому пасажирському місці — Октав Фуко.
Itala княза Боргезе була підготовлена краще за всіх до змагань. Машина була оснащена декількома баками: два бака знаходилося збоку, кожен по 200 літрів, під передніми сидіннями знаходився бак на сто літрів для моторного масла, ззаду, де сидів Барзіні, був резервуар для води (потрібної для охолодження двигуна). Те що здається крилами автомобіля, насправді було дошками для подолання багнистої місцевості. Тоді ж розв'язалася війна шинників: Itala комплектувалася покришками фірми Pirelli, а голландський Spyker, на якому їхав француз, оснастили покришками Michelin, третій учасник змагань — Dunlop взявся оснащувати своєю продукцією автомобілі марки De Dion.

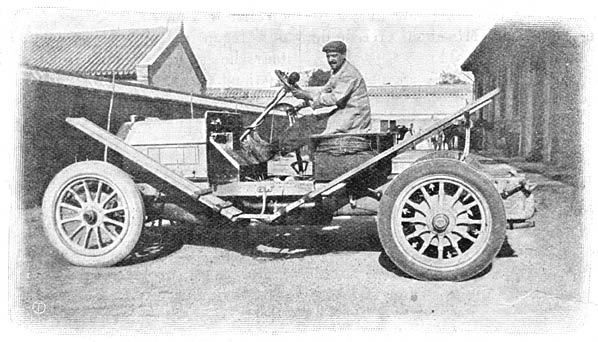
Гонка в Пекіні

За допомогою французьких дипломатів вдалося провести конвой, що складався з шести машин, з Шанхаю, куди прибув корабель, до Пекіна, звідки планувалося дати старт, що й було зроблено. Проблема була в тому, що китайський уряд зустрів пробіг в багнетах, оскільки вважали, що автопробіг поставить хрест на з/д сполученні з Європою, в яке вклали кошти китайці.

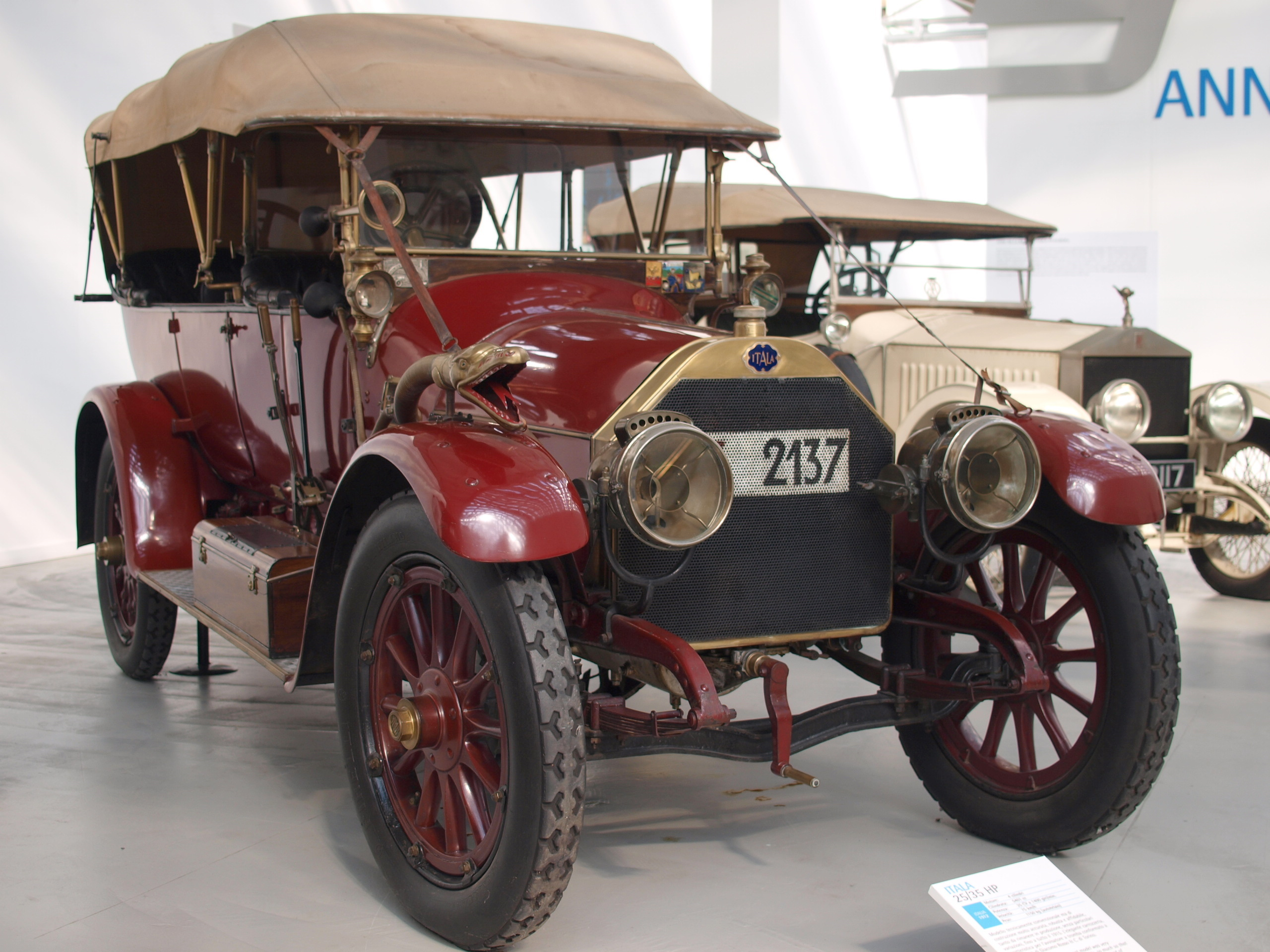
Itala 25/35HP

А в Італії тим часом моделі 18НР, 24НР і 50НР знімаються з виробництва, натомість з'являються автомобілі, не призначені виключно для гонок, оскільки солідні пани теж хотіли їздити на хороших автомобілях, так що покупцям пропонувалося 4,5 л 25/35НР. Незабаром ці шасі отримають і 2,8 л версію — 20/30НР, до якої додався 2,6 л варіант — 14/20НР. На шасі 35/45НР з'являється версія 30/40НР, яка була технічно практично ідентична машині, що брала участь у пробігу, за винятком того, що мотор цієї версії був менш спритний. Крім цього з'являється 6-циліндрова модель 60НР, об'єм якої становив 11,1 л, ця машина була здатна розвивати швидкість в 105 км/год.
Однак спортивна програма залишалася примарною у виробництві фірми, і гоночний автомобіль отримує збільшений в об'ємі двигун, який розточили до 16,7 л.
З 1908 року випускали ще одну модель, що носила індекс 20/30НР, але її об'єм дорівнював 5,4 л, також дебютували 16/20НР з 2,8 л двигуном, 50/65НР з 10,6 л двигуном і модель 75НР з 6-циліндровим 12,9 л мотором, в цей час моделі змінювались так часто, при цьому часто несучи один і той же індекс, що сервісменам довго доводилося ламати голову в пошуках запчастини до автомобіля, який випускався досить обмеженим тиражем.

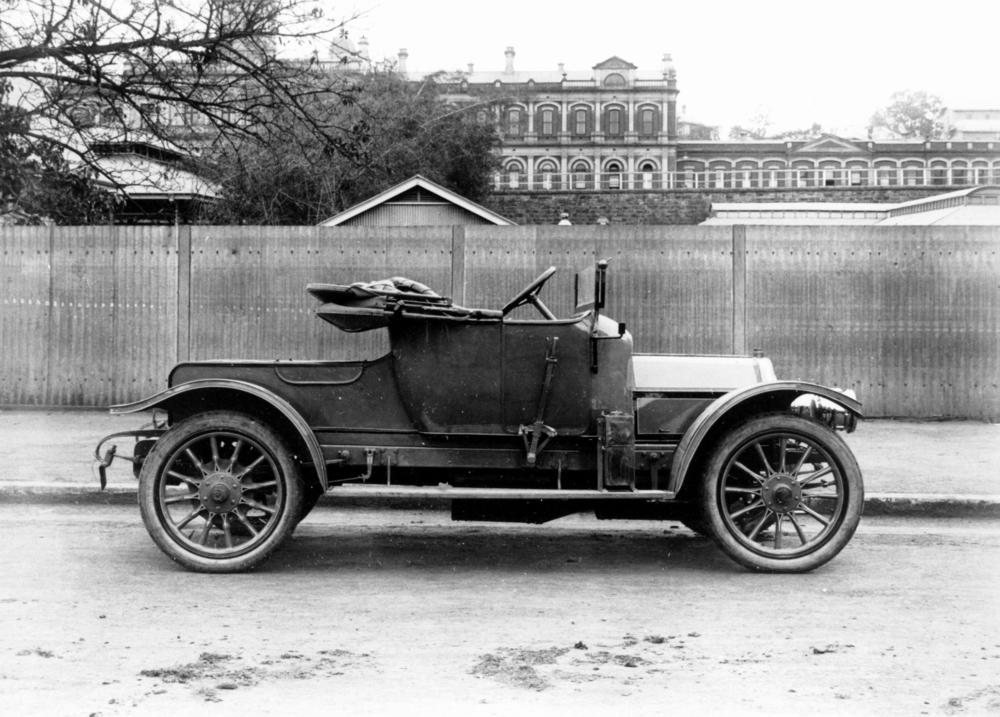
Itala 14/20HP

У 1909 році гонщик на прізвище Рот виграє на 4-циліндровій 12 л машині, розвиваючій 120 к.с., гонки в Мар дель Плата. У 1910 році інженер фірми Джакомо Ріотті проєктує автомобіль, який обходився без коробки передач, крутний момент передавався прямо з мотора до заднього редуктора. Він придумав механізм, який регулював хід поршня в двигуні, що міг регулювати за кермом, завдяки цьому змінювався крутний момент, і машина могла долати височини. Машину погнали на виставку в Мілан, однак, доїхавши до містечка під назвою Ківассо, машина зламалася, її там залишили, але, повернувшись, вже не виявили і слідів цього автомобіля. У виробництві ж з'являється найменша модель фірми за всю її історію — 12/16НР, чий мотор не перевищував і 2-х літрів, через рік машина з 5,4 л мотором отримала індекс 25/35НР, крім неї з'являються 14/18НР і 14/20НР, обидві з 2,2 л двигуном, різниця знову була в крутному моменті мотора, в цей час фірма вже випускала по 700 машин.

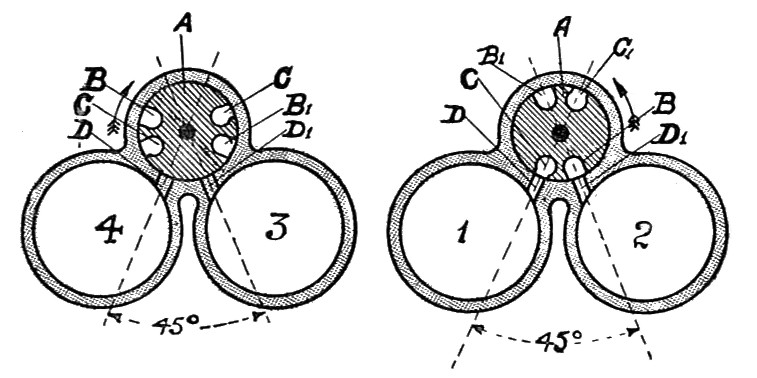
Вид на циліндр і обертальний клапан зверху

У 1911 році фірма починає випускати і вантажні автомобілі, які активно скуповувалися італійською армією, оскільки в Лівії в цей час починаються військові дії між Італією і Туреччиною, перші вантажівки мали старий 7,4 л двигун, який був значно дефорсований. В цей же час інженер Боллоко вирішив поекспериментувати з безклапанними двигунами, він придумав так звані поворотні клапани. Двигуни його системи (Avalve) хоч і були дорожчими у виробництві, але вони були й тихішими, а головне — надійнішими двигунів з бічними клапанами, які домінували тоді на ринку. У 1912 році ці мотори йдуть в серію, перші двигуни мали об'єм 3,3 л, їх встановили на моделі 18/24НР і 18/30НР, 5,2 л — на моделі 35НР, і 8,5 л — на 50/80НР, тоді ж одну машину — 35НР, відправляють до Росії, де проходять змагання за маршрутом Санкт-Петербург-Москва, і ця машина фінішує другою, а в далекій Тасманії, де також проходив марафон, 35НР і зовсім обігнала всіх конкурентів.
У той же час продовжилося виробництво моторів традиційної конструкції, такі були на моделі 50/70НР з 8,1 л об'ємом.
У 1913 році Моріондо бере участь на 5,2 л 35-сильній машині в Тарга Флоріо і завойовує там друге місце. Після цього для французького Гран-прі 1913 року підготовляється три машини з безклапанними моторами, але тепер їх об'єм становив 8,4 л, а потужність — 120 к.с., максимальна швидкість такого боліда становила 165 км/год. На цих машинах виступали Феліче Наццаро (який колись був механіком у фірмі Джованні Батісти Чейрано), Моріондо і британець Поуп, проте жодна машина не доходить до фінішу: дві вибули з гонки через проблеми з двигуном, а машина Моріонді, який йшов серед лідерів, перекинулася, але він і його механік Форесті змогли поставити машину на колеса. Незабаром і цей екіпаж вибув із змагань через поламку свого авто. Водночас під час випробувань одного з автомобілів гине Біджіо, який і був тією людиною, що просувала спортивну лінію марки, проте Поуп в липні ставить рекорд по подоланню відстані Лондон-Турин, подолавши маршрут на 35НР за 21 годину і 30 хвилин, а у вересні він виграє марафон Парма — Поджіо ді Берчето, які стали останніми довоєнними змаганнями, в яких взяла участь заводська команда.
У 1914 році фірма перемикається на виробництво броньовиків, а через рік закуповує обладнання для виробництва авіаційного двигуна V8 Hispano Suiza, потужністю в 200 к.с., однак італійська армія вирішує перейти на 300-сильні двигуни, фірмі нічого не залишається робити, як купити ліцензію на 300-сильний агрегат, партнером по бізнесу в цей час була фірма S.C.A.T.. На переобладнання заводу пішов рік, так що майже рік фірма жила за рахунок накопичених коштів, але після того як завод вийшов на проєктну потужність італійський уряд скоротив своє замовлення на 50%, оскільки було оголошено перемир'я. У 1920 році представники фірми ведуть переговори про продаж Itala синьйору Аньєлі, але той не мав бажання викуповувати компанію, що знаходилася у важкому фінансовому становищі, в підсумку Itala Fabrica Automobili SA довелося продати більшу половину свого обладнання фірмі ISO.
Ще в 1919 році поновлюється виробництво легкових автомобілів, але Tipo 39 з 2,6 л двигуном, Tipo 50 і Tipo 51, що мали 2,8 л мотор і відрізнялися тільки типами кузовів, а також Tipo 55, що мав 4,4-літровий 6-циліндровий безклапанний двигун, вели своє походження з довоєнних моделей. У тому ж році Антоніо Моріондо приходить другим на Тарга Флоріо, виступаючи на довоєнному 35НР. В цей же час фірму покидає Баллоко, замість нього головним інженером стає його заступник — Альберто Орасі.

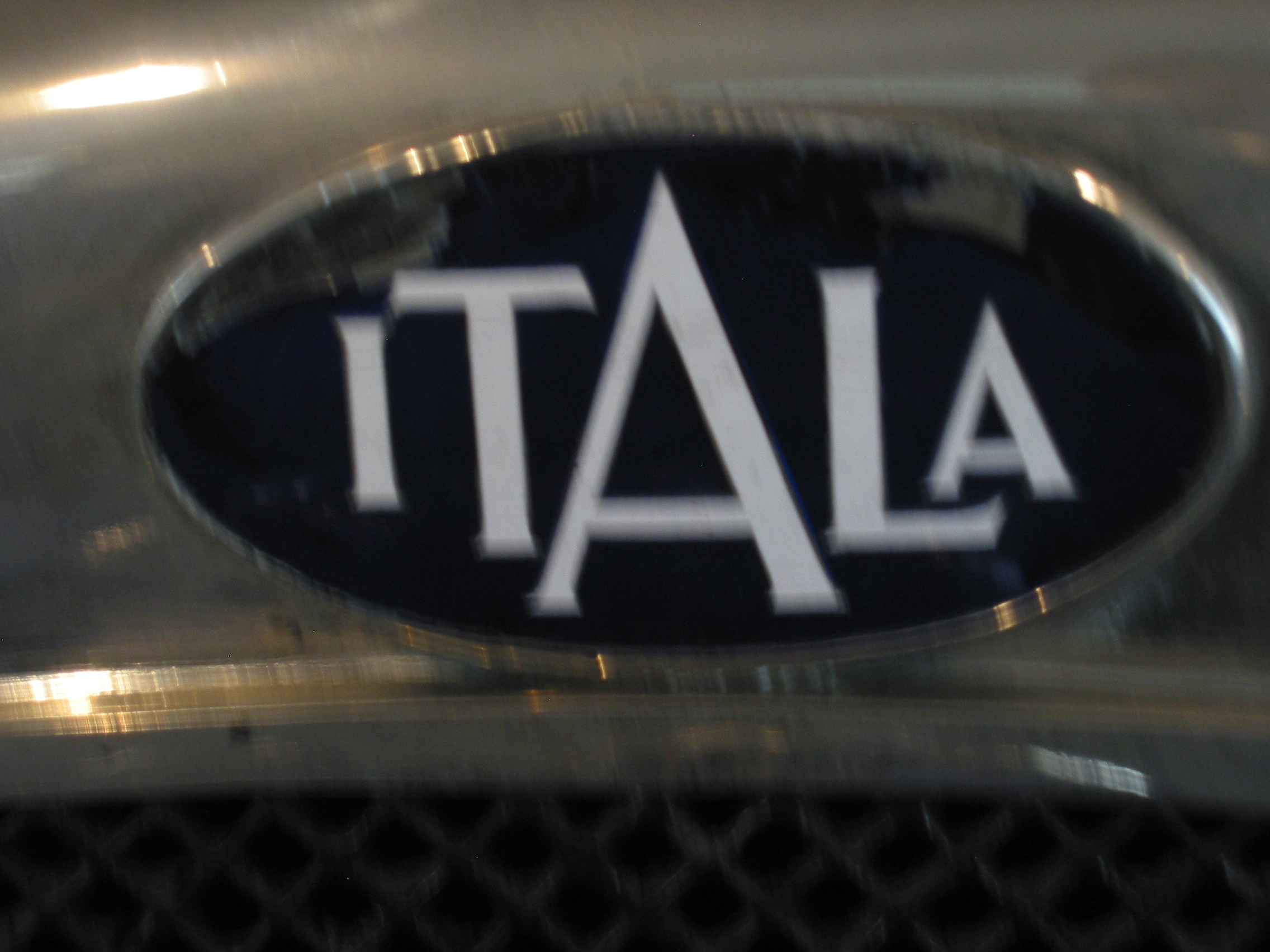
Логотип Itala

У 1921 році Джуліо Форесті виграє Тарга Флоріо в своєму класі, виступаючи на Type 51S, будучи 6 в загальному заліку, слідом за ним фінішує Моріондо, через одну машину також на Itala фінішує Ланді, і вже 15 в загальному заліку — Нінев, а незабаром автомобілем цієї марки була здобута перемога в гонках на Alpine Cup. Фірма повернула свою довоєнну спортивну славу.

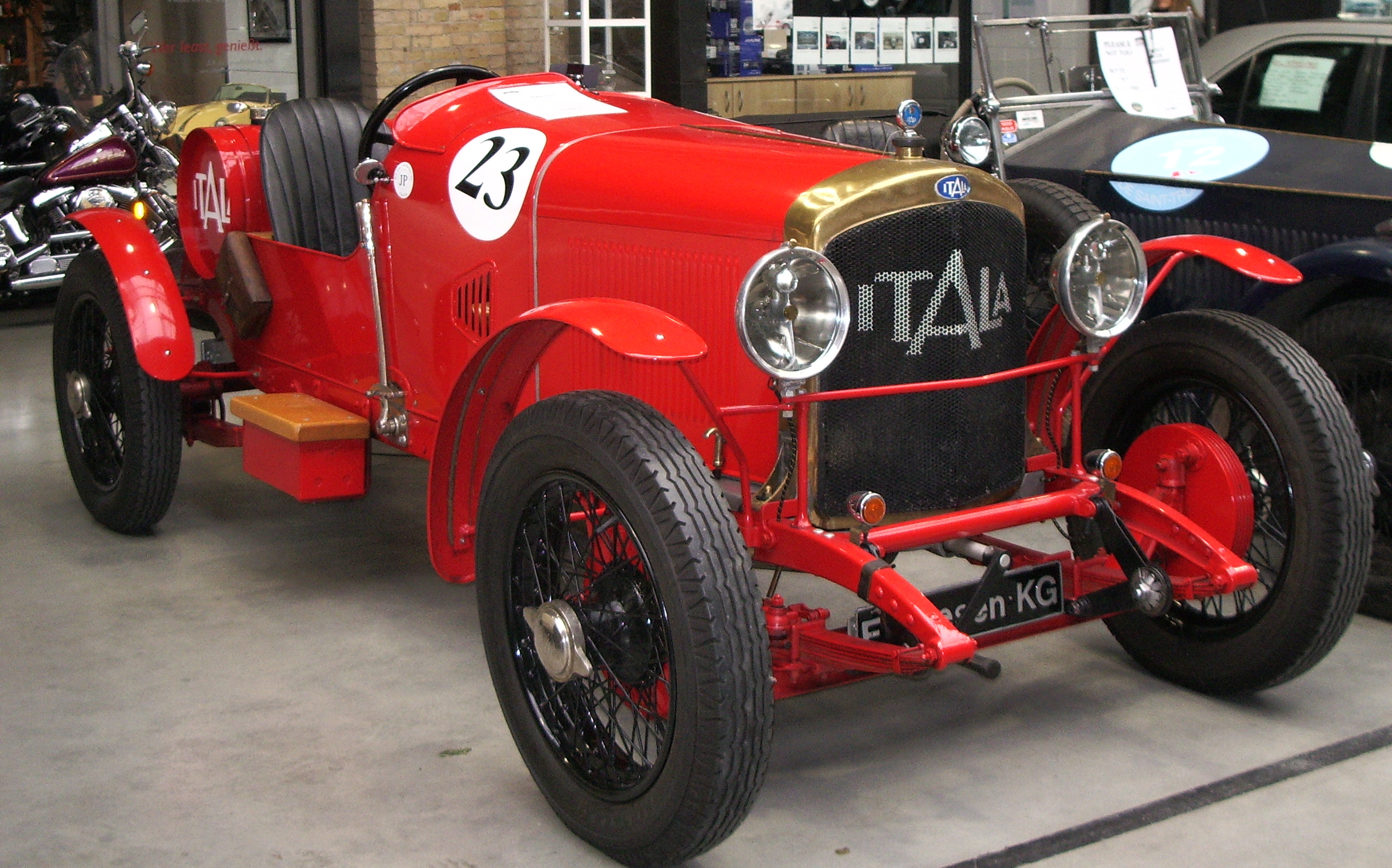
Itala Tipo 56

Але на ділі машини вже не користувалися купівельним попитом, наприклад, в 1922 році надійшло всього 300 замовлень, тому до 1924 року фірма була у вкрай важкому фінансовому стані, не дивлячись на те, що тоді зуміли продати вже 800 машин. Tipo 50, Tipo 51, а також Tipo 54 і Tipo 56 (що мали 2-літровий мотор і відрізнялися тільки типами кузова) продавалися дуже погано через їхню високу ціну. Щоб якось виправити ситуацію, нереалізовані Tipo 56 переробляються в таксі, які в основному продавалися в Польщу. Ще однією проблемою була величезна кількість рекламацій, завод не встигав ремонтувати повернуті машини в строк, і це викликало невдоволення клієнтів.
На допомогу приходить державна організація IRI, що займалася реорганізацією та раціоналізацією виробництва проблемних компаній в Італії, ця організація вже врятувала до цього від банкрутства фірму Alfa Romeo. IRI починає вести переговори з 44-річним Джуліо Чезаре Каппа, який працював до цього моменту у фірмах Aquila і Fiat, але переговори йшли дуже важко і довго, тільки в травні Каппа береться за роботу, погодившись на меншу суму гонорару. Каппа в спішному порядку починає проєктувати нову машину, закривши проєкти, які почали до нього, зокрема, проєкт Tipo 58 (який був лише модернізацією старої моделі Tipo 56) і Tipo 60, який був би занадто важким і вже не модним автомобілем, що не зміг би конкурувати з майбутнім Fiat 515, який ось-ось мав вийти, а оскільки Каппа брав участь у розробці цієї машини, то він знав свою справу.
На паризькій виставці в жовтні 1924 року показали нову машину з верхнім розташуванням клапанів — Tipo 61. Ця машина мала 2-літровий 6-циліндровий мотор, потужністю 60 к.с., який агрегатувався з 4-ступінчастою трансмісією, завдяки чому ця машина могла розвивати 100 км/год, також Tipo 61 оснастили гальмами всіх коліс, які мали підсилювач. Проте з ряду причин ця прогресивна машина пішла у виробництво тільки в травні 1926 року. В основному такий великий проміжок виник через те, що інженери фірми «ставили палиці в колеса» проєкту Каппи, займалися банальним саботажем, не даючи випробувачам доробити автомобіль, також свою роль зіграли затримки з боку постачальників устаткування. А поки весь цей час випускалися і продавалися моделі Tipo 50, Tipo 51 і Tipo 56.

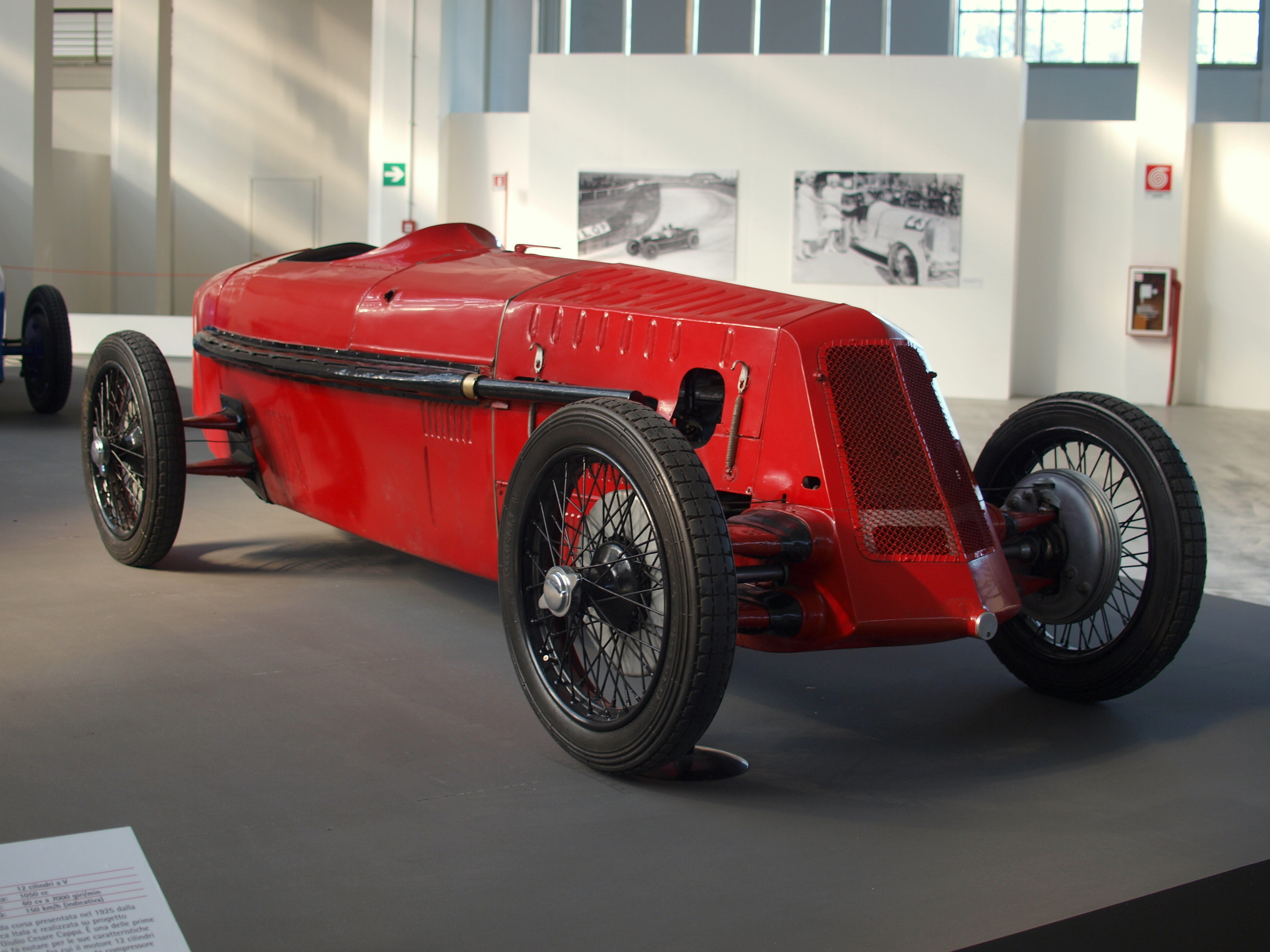
Itala Tipo 11 з 1,5 л мотором

Крім цієї машини Каппа в червні 1926 року починає будувати гоночний болід Tipo 11 з переднім приводом і моторами, об'ємом 1,1 і 1,5 л, оснащеними компресором. Мотор обох машин при цьому мав 12 циліндрів, розташованих за V-подібною формулою, ще одним цікавим моментом цих машин була наявність алюмінієвого кузова, встановленого на дерев'яну раму. Але якщо Каппа зміг, не без допомоги покровителів в сенаті, проштовхнути Tipo 61 до серійного виробництва, то гоночний болід так і залишився на стадії прототипу. Машину з 1,1 л мотором купив граф Конеллі де Проспері, який вирішив на ній брати участь у змаганнях, але ні в одній гонці він не домігся успіху на цій машині, оскільки вона була слабшою від конкурентів, що виступали у її класі.

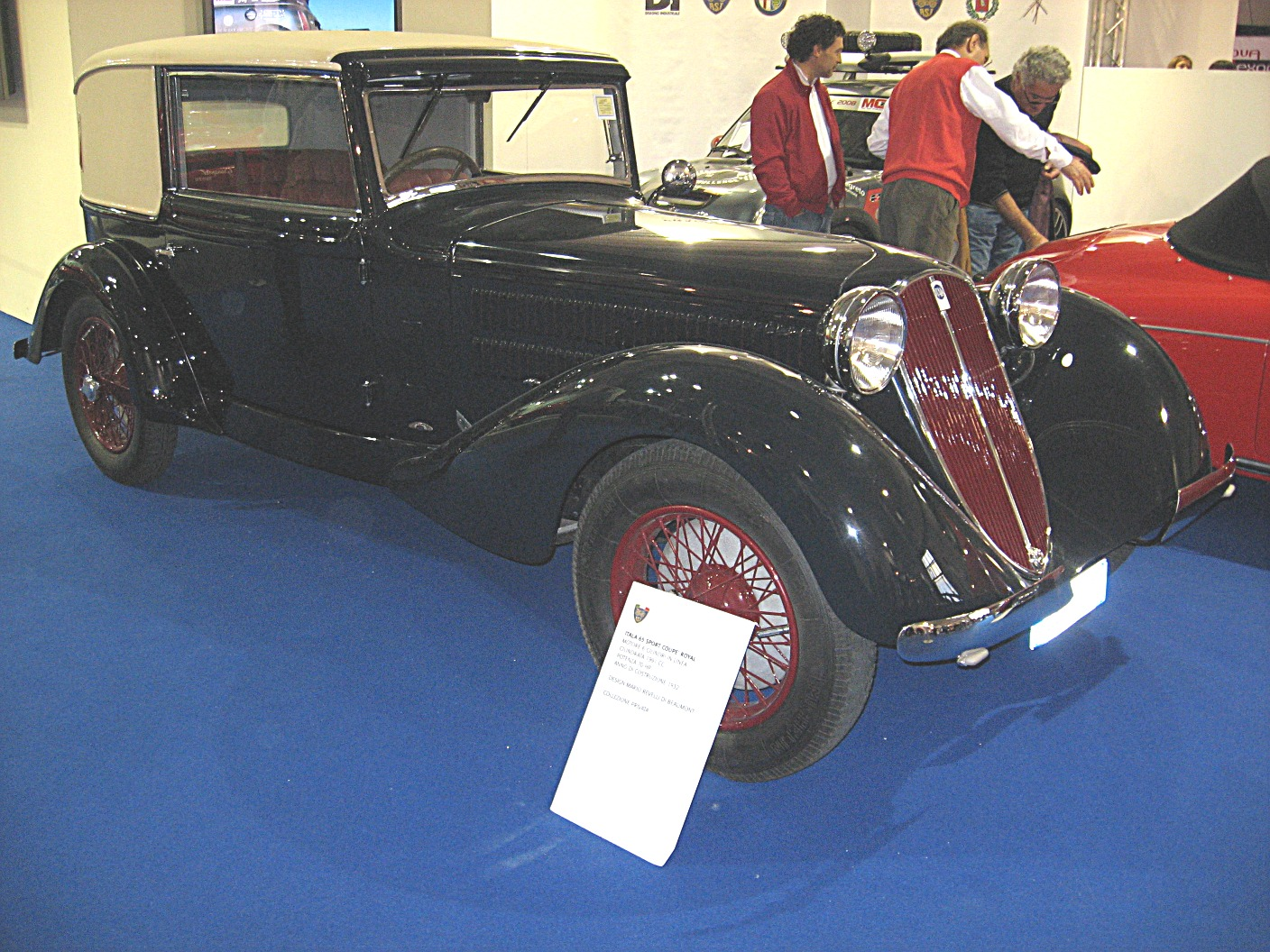
Itala Tipo 65S Coupe Royal

У 1928 році Tipo 61 був модернізований, машину назвали Tipo 65 Sport. Ця машина була також оснащена 2-літровим мотором, але тепер верхніх розподілвалів стало два, а камери згоряння отримали напівсферичну форму, такий двигун видавав вже солідні для 2-літрового мотора 70 сил. Машина отримала нову, нижчу, раму, укорочену в базі на 40 см. Дві машини цієї моделі були виставлені на Ле-Ман 1928 року, де екіпаж Робера Бенуа і Крістіана Доверня приходить восьмим у загальному заліку, пропустивши вперед тільки здоровенні Bentley та Stutz, так що перше місце в класі 1500–2000 см3 залишилося за цим французьким екіпажем, а ось другий екіпаж до фінішу не дістався.

## Припинення виробництва автомобілів. Закриття компанії
У 1929 році Itala Fabrica Automobili SA об'єднується з виробником вантажних автомобілів Officine Metallurgiche e Meccaniche di Tortona, взявши нове ім'я — Itala SA, врятувати фірму повинне було велике замовлення на військові вантажівки з боку польського уряду, але в останній момент контракт зірвався через те, що італійці підняли ціну на свою продукцію. У 1930 році дві машини під управлінням екіпажів Факкеті-Зелінді і Беллінджері-Зангранді виходять на трасу Migle Millia, в якій приходять на 24 і 20 місці. У 1931 році фірма переживає реструктуризацію, Паскуале Галло перейменовує фірму в SA Costruzioni Automobili, а через рік з'являється остання легкова модель фірми — Tipo 75, яка отримала мотор 2,3 л об'єму, розвиваючий ті ж 70 сил, але основною продукцією заводу в цей час були запчастини до автомобілів. У 1934 це підприємство припиняє свою життєдіяльність, поховавши легендарну марку Itala, а через рік залишки колишньої розкоші у вигляді заводу були викуплені концерном FIAT, який і не планував воскрешати марку.

## Список легкових автомобілів Itala
- 1904 — Itala 18НР
  - Itala 24НР
  - Itala 50НР
- 1905 — Itala 100НР
- 1906 — Itala 35/45НР
  - Itala 120НР
- 1907 — Itala 25/35НР
  - Itala 20/30НР
  - Itala 14/20НР
  - Itala 30/40НР
  - Itala 60НР
- 1908 — Itala 16/20НР
  - Itala 50/65НР
  - Itala 75НР
- 1910 — Itala 12/16НР
  - Itala 14/18НР
- 1912 — Itala 18/24НР
  - Itala 18/30НР
  - Itala 35НР
  - Itala 50/80НР
  - Itala 50/70НР
- 1919 — Itala Tipo 39
  - Itala Tipo 50
  - Itala Tipo 51
  - Itala Tipo 55
- 1922 — Itala Tipo 54
  - Itala Tipo 56
- 1926 — Itala Tipo 61
- 1928 — Itala Tipo 65 Sport
- 1932 — Itala Tipo 75